# Alaya Brigui
Alaya Brigui là một cầu thủ bóng đá người Tunisia hiện tại thi đấu cho Étoile du Sahel ở CLP-1. Anh có màn ra mắt cho Đội tuyển bóng đá quốc gia Tunisia năm 2012.